# Người Việt ở New Orleans

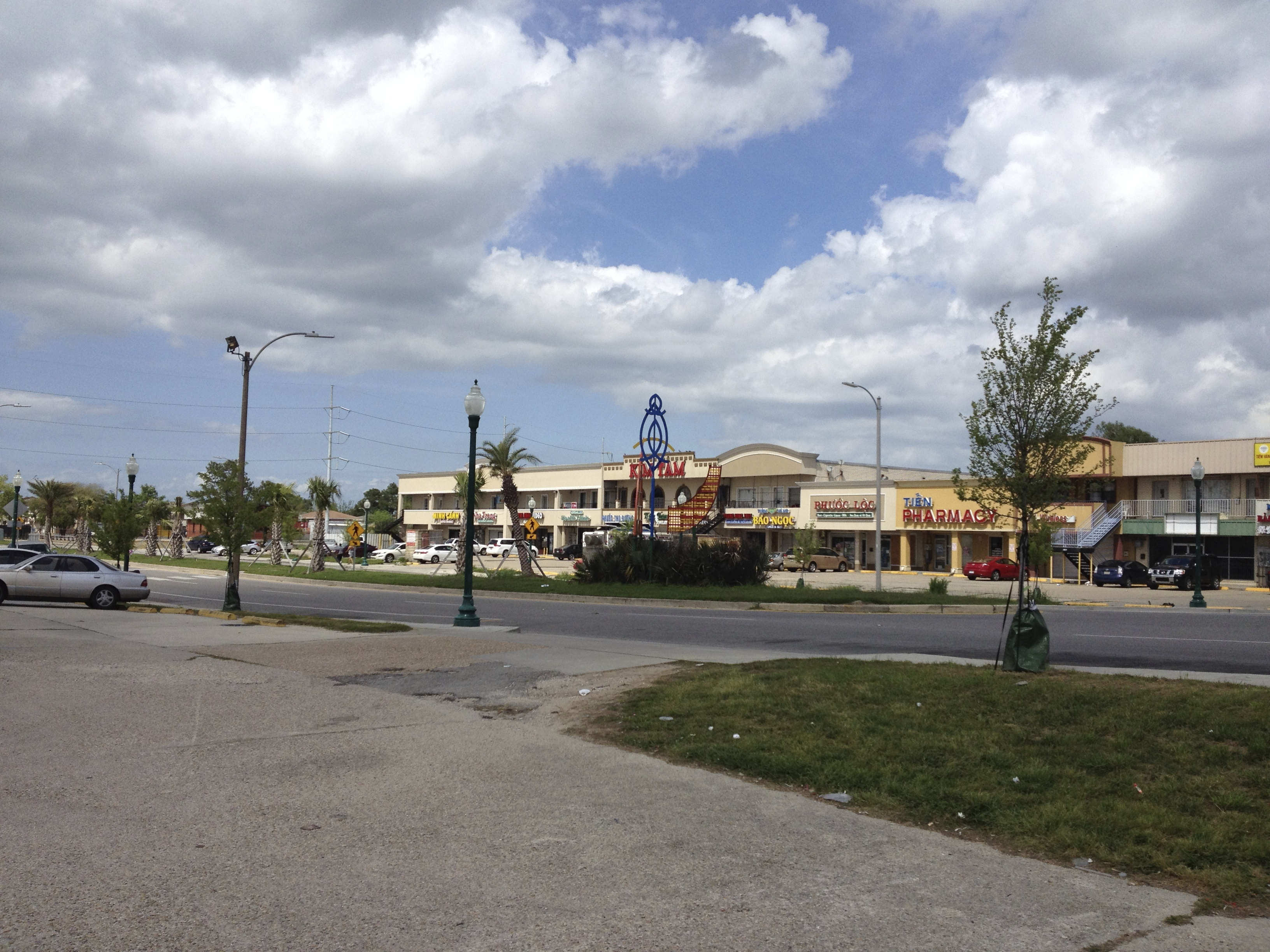
Cửa hàng của người Việt tại "Versailles" thuộc khu Đông New Orleans.

Tính đến năm 2012, Đại New Orleans có hơn 14.000 người Mỹ gốc Việt và những người gốc Việt khác.

## Lịch sử
Làn sóng lớn người Việt đến New Orleans bắt đầu vào khoảng năm 1975 sau khi Sài Gòn thất thủ. Một lý do tại sao nhiều người Việt định cư ở New Orleans là vì khí hậu tương tự như Việt Nam, một quốc gia thuộc địa của Pháp, không khác gì chính Louisiana. Ngoài ra, nhiều người Việt Nam chạy trốn là người Công giáo, và Catholic Charities đã đặc biệt đưa họ đến New Orleans. Các nhóm đầu tiên định cư tại khu đất thuộc Khu 8 ở khu vực Versailles phía Đông New Orleans. 200 gia đình đầu tiên đến New Orleans, một nửa đến Dãy nhà Versailles ở Đông New Orleans và nửa còn lại đến Dãy nhà Kingstown Marrero. Cả Đông New Orleans và Bờ Tây đều được người Việt định cư cùng một lúc. Trong các giai đoạn sau, các khu định cư của người Việt lan sang các khu vực khác của vùng đô thị New Orleans, bao gồm các khu vực khác của Đông New Orleans, Avondale, và Thành phố Gretna.
Khu vực phía Đông New Orleans bị ngập lụt do cơn bão Katrina năm 2005. Sara Roahen, tác giả cuốn Gumbo Tales: Finding My Place at the New Orleans Table, viết rằng người Việt đã quen với gian khổ nên không bị ảnh hưởng của bão tàn phá nặng nề, và trong các nhóm vùng lũ thì người Việt đã "tập hợp" nhanh nhất.

## Tổ chức
Hiệp hội Lãnh đạo trẻ người Mỹ gốc Việt New Orleans (VAYLA-NO) là một tổ chức khu vực dành cho thanh niên.
Những người Việt nuôi tôm cư trú tại Giáo xứ Plaquemines tham gia lễ "Blessing of the Fleet" hàng năm vào đầu mùa tôm nâu vào tháng 5.

## Truyền thông
S. Leo Chiang đạo diễn bộ phim tài liệu truyền hình năm 2009 mang tên A Village Called Versailles, do hãng Television Service và Walking Iris Films đồng sản xuất. Dự án này được sự hợp tác cùng với Trung tâm Truyền thông Người Mỹ gốc Á. Bộ phim nói về đời sống của người Mỹ gốc Việt ở New Orleans.

## Tôn giáo
Nhiều người Việt sống ở Versailles là người Công giáo La Mã. Nhà thờ Công giáo Việt Nam mang tên Mary Queen of Vietnam được xem là trung tâm của cộng đồng này.

## Ẩm thực
Thomas Beller của tạp chí T+L Magazine cho rằng việc sử dụng bánh mì baguette và ảnh hưởng từ Pháp là điểm tương đồng giữa ẩm thực New Orleans và ẩm thực Việt Nam.
Các nhà hàng Việt Nam mở trong cộng đồng người Việt ở Đông New Orleans và Bờ Tây sau năm 1975. Sau khi thế hệ nhập cư đầu tiên đến, nhiều nhà hàng hải sản và người Mỹ gốc Hoa đã mở vì tin rằng họ có nhiều khả năng thành công hơn so với các nhà hàng Việt Nam. Đến năm 2014, các nhà hàng Việt Nam đã mở cửa bên ngoài cộng đồng người Việt, chẳng hạn như ở Bờ Đông New Orleans. Chủ sở hữu của những nhà hàng mới hơn này sinh ra và/hoặc lớn lên ở Mỹ.
Tại New Orleans, bánh mì được gọi là "poboys Việt Nam". Nước sốt Crystal được phục vụ kèm với phở ở các nhà hàng ở New Orleans. Tôm hùm đất đã trở thành một món ăn phổ biến trong cả ẩm thực bản địa New Orleans và ẩm thực Việt Nam. Elizabeth M. Williams, tác giả cuốn New Orleans: A Food Biography, đã viết rằng "rất ít có nhu cầu về các nhà hàng Cajun châu Á" do thực tế là "món luộc tôm cay rất dễ tìm thấy ở New Orleans".
Williams viết rằng nhiều người Việt Nam dễ dàng học cách làm bánh vua vì bánh mì baguette là một phần của ẩm thực Việt Nam. Nhiều nhà hàng ở khu vực New Orleans phục vụ hai món súp trong ngày, một món là gumbo và món còn lại là phở. Rau ngâm trong bánh mì hiện được dùng làm nhân cho món po boy trong các nhà hàng poboy truyền thống. Nhiều nhà hàng ở New Orleans còn có món chả giò su su.
Tính đến năm 2008 nhiều người Việt ở Village de l'Est trồng rau trong vườn. Các loại cây trồng phổ biến khác bao gồm xoài, bạc hà, khoai môn, bí và chuối.

## Lễ hội
Tết Việt Nam được tổ chức ở Đông New Orleans.

## Cư dân nổi bật
- Joseph Cao (chính khách)
- Hồng Châu (nữ diễn viên)[13]